# Abgabenverwaltungsorganisationsgesetz 2010
Das Abgabenverwaltungsorganisationsgesetz 2010 (AVOG 2010) regelte von 1. Juli 2010 bis zum 31. Dezember 2020 den Aufbau der Finanzverwaltung des Bundes in Österreich.
Ziel des Gesetzes war, das formelle Abgabenrecht übersichtlicher und moderner zu gestalten. Dazu wurden die bisherigen Zuständigkeitsregeln in der Bundesabgabenordnung (BAO) und dem bisherigen AVOG zusammengeführt. Zur Durchführung des AVOG wurde auf Grundlage der §§ 8, 9 und 10 des AVOG 2010 die Verordnung des Bundesministers für Finanzen zur Durchführung des Abgabenverwaltungsorganisationsgesetzes 2010 (AVOG 2010 – DV) erlassen.
Gemäß den Materialien zur Regierungsvorlage soll der Steuerpflichtige zukünftig als „Kunde“ der Finanzverwaltung angesehen werden.
Das Abgabenverwaltungsorganisationsgesetz 2010 wurde mit Ablauf des 31. Dezember 2020 aufgehoben. Seither ist der Aufbau der Finanzverwaltung in der Bundesabgabenordnung geregelt.

## Einwirkung auf andere Gesetze
Durch das AVOG 2010 wurde in Österreich das
- Einkommensteuergesetz 1988,
- Umgründungssteuergesetz,
- Gebührengesetz 1957,
- Kapitalverkehrsteuergesetz 1934,
- Versicherungssteuergesetz 1953,
- Feuerschutzsteuergesetz 1952,
- Kraftfahrzeugsteuergesetz 1992,
- Familienlastenausgleichsgesetz 1967,
- Bundesabgabenordnung,
- Finanzstrafgesetz,
- Rundfunkgebührengesetz,
- Entschädigungsgesetz CSSR und
- EG-Vollstreckungsamtshilfegesetz

geändert.

## Aufbau
Das AVOG 2010 bestand aus vier Hauptteilen mit 32 Paragraphen.
1. Teil (Allgemeine Bestimmungen, §§ 1 bis 7)
2. Teil (Bundesministerium für Finanzen, § 8)
3. Teil (Steuer- und Zollverwaltung §§ 9 bis 29)
4. Teil (Inkrafttretens-, Übergangs- und Schlussbestimmungen, §§ 30 bis 32)
Im 3. Teil des AVOG  wurden die Behörden der Steuer- und Zollverwaltung sowie deren Zuständigkeiten geregelt.